# Chorizanthe rectispina
Chorizanthe rectispina är en slideväxtart som beskrevs av George Jones Goodman. Chorizanthe rectispina ingår i släktet Chorizanthe och familjen slideväxter. Inga underarter finns listade i Catalogue of Life.